# Tagelied
Il Tagelied (canzone o canto dell'alba) è una peculiare forma di poesia lirica medievale tedesca, ripresa e adattata dal Minnesinger tedesco dalla tradizione trobadorica provenzale (dove è nota come alba o aube in occitano). Spesso di tre strofe, descrive la separazione di due amanti al sopravvenire della'alba.
Una versione specificamente popolare del Tagelied è il Wächterlied, o canto della sentinella o guardiano, dove tale persona fidata avverte il cavaliere quando è il momento di levarsi e andarsene. Wolfram von Eschenbach introdusse questo genere nell'uso germanico, dove diventerà popolare nelle regioni di lingua tedesca dal XIII al XVI secolo.
La forma del Wechsel (versi alternati dal cavaliere e dalla dama, non rivolti direttamente l'uno all'altro, ma in una forma piuttosto monologata) venne introdotta da Dietmar von Aist e Heinrich von Morungen. La forma del Tagelied e la prosodia variano nel tempo e a seconda dell'individualità del poeta. Il Tagelied non usa nemmeno regolarmente il ritornello, tuttavia, la materia della canzone lo fece diventare molto popolare, mentre le convenzioni formali si presenteranno in altre forme di poesia lirica e drammatica.
I motivi ricorrenti nel Tagelied sono la descrizione dell'alba, l'avviso per la partenza, il lamento alla partenza e il permesso finale dell'amata concesso al cavaliere per andarsene (urloup). Anche Romeo e Giulietta di Shakespeare (V iii) mostra di aver subito l'influenza dell'alba, laddove gli amanti discutono sul sorgere dell'alba e sulla necessità della partenza.
Rappresentanti particolari del genere furono, tra gli altri, Heinrich von Morungen, Wolfram von Eschenbach, Walther von der Vogelweide e successivamente Oswald von Wolkenstein. I poeti moderni si sono inseriti nella tradizione del Tagelied compreso Rainer Maria Rilke, Ezra Pound e Peter Rühmkorf.
Uno dei più famosi Tagelieder di Wolfram von Eschenbach rimane fedele ai motivi descrittivi dell'alba: avvertimento per la partenza, lamento alla partenza e il permesso finale accordato dalla amante. La poesia inizia con la rappresentazione dell'alba e il fischio del guardiano che avverte gli amanti che l'uomo deve partire. Ciò che separa questa poesia di Wolframs dalle altre è la descrizione dell'alba come un mostro i cui “artigli dilacerando le nubi” strappano gli amanti dal loro nido. Questo immaginario violento aggiunge un senso di disperazione mai visto in altri Tagelieder. L'uomo lamenta il fatto che deve partire ed è arrabbiato dal canto del guardiano che “riempie l'uomo di malcontento”. Anche la donna si lamenta del fischio, dicendo al guardiano: “canta pure quello che ti piace; sebbene tante volte lo hai rubato dalle mie braccia, non lo strapperai mai dal mio cuore”. Chiede dunque all'amante di rimanere, ma alla fine gli concede di partire, avvicinandosi a lui per l'ultima volta.
La poesia ha tutti i motivi principali che si trovano nella maggior parte dei Tagelied. 
1. L'avviso di partire è fischiato dal guardiano la cui canzone "riempie l'uomo di malcontento" ponendo fine al sodalizio amoroso trascorso insieme all'amante
2. Entrambi lamentano l'inevitabile partenza.
3. La donna inoltre si lamenta del sorgere dell'alba dicendo alla sentinella: "canta quello che ti piace; sebbene tante volte lo hai rubato dalle mie braccia, non lo strapperai mai dal mio cuore".
4. La donna chiede al suo amante di rimanere ancora
5. Infine, dopo un ultimo abbraccio, la donna accetta la sua partenza.

La poesia, come si vede, rimane fedele ai motivi riscontrabili nella maggior parte dei Tagelied, tuttavia la descrizione violenta dell'alba è un aspetto che lo rende unico.